# Der var engang (film fra 1922)
 For alternative betydninger, se Der var engang. (Se også artikler, som begynder med Der var engang)
Der var engang er en dansk stumfilm fra 1922, der er instrueret af Carl Th. Dreyer efter manuskript af ham selv og Palle Rosenkrantz. Filmen er baseret på Holger Drachmanns skuespil af samme navn fra 1885 (opført 1887), som bygger på H.C. Andersens eventyr Svinedrengen, udgivet første gang i december 1841.

## Handling
Prinsessen af Illyrien, som har sagt nej til alle de fine bejlere, der har friet til hende, begynder at interessere sig for en tater, som driver omkring i nærheden af slottet, og som i virkeligheden er ingen anden end prinsen af Danmark med sin ven, Kasper Røghat. Prinsen lokker med sit magiske legetøj, skralde og kobberkeddel, prisen er kys og en nat i prinsessens kammer. Kasper Røghat sørger for, at kongen får besked om 'affæren', og prinsessen smides på porten af sin far. Hun må forlade sit land og sammen med prinsen bosætte sig i Danmark, hans land. Som fattig pottemagerske kommer hun til at gå igennem en række prøvelser, der skal gøre det af med hendes hovmod og overlegenhed, men til gengæld afsløre hendes sande følelser for hendes fremtidige mand. Som i alle gode eventyr ender historien naturligvis med bryllup.

## Medvirkende
- Peter Jerndorff - Kongen af Illyrien
- Clara Pontoppidan - Prinsessen af Illyrien
- Svend Methling - Prinsen af Danmark
- Hakon Ahnfelt-Rønne - Kaspar Røghat
- Torben Meyer - Ceremonimesteren
- Karen Thalbitzer - Bolette Fadebursterne
- Valdemar Schiøler Linck - Papegøje-Kammerherren
- Viggo Wiehe - Schweitzeren
- Mohamed Archer - Første frier
- Henry Larsen - Anden frier
- Lili Kristiansson - Første hofdame
- Zun Zimmermann - Anden hofdame
- Bodil Faber - Tredje hofdame
- Emilie Walbom - Køgemesterinden
- Lars Madsen - Bissekræmmeren
- Wilhelmine Henriksen - "Doktor-Dorthe"
- Frederik Leth - Kulsvieren
- Musse Scheel - Overhovmesterinde
- Gerda Madsen